# Sichtungsgarten
Als Sichtungsgarten bezeichnet man im Gartenbau Gärten, die eingerichtet wurden, um Pflanzensorten unter Freilandbedingungen über mehrere Jahre hinweg mittels Bonitierung miteinander zu vergleichen und zu bewerten und die geeignetsten für einen definierten Verwendungszweck daraus zu selektieren. Diesen Vorgang nennt man Sichtung.
Einerseits werden Sichtungsgärten von Pflanzenzuchtunternehmen eingerichtet, um Aufkäufern von Großvertriebskunden den Vergleich zwischen Zuchtsorten bestimmter Pflanzengattungen zu ermöglichen und ihnen dort auch Neuzüchtungen vorzustellen. Große derartige Sichtungsgärten findet man vor allem in den Niederlanden. Dort sind überwiegend Narzissen, Tulpen und Hyazinthen angebaut. Die Gartenanlagen sind meist gestalterisch anspruchslos und allein darauf ausgerichtet, einen Vergleich der Sorten zu ermöglichen. Unterstützt werden diese Sichtungsgärten meist von großen kommerziellen Gärtnereien. Anders als z. B. der Schaugarten Keukenhof in den Niederlanden, der im Frühjahr zur Tulpenblüte sehr viele Touristen anzieht, sind diese Sichtungsgärten oft nicht auf Bustourismus ausgerichtet. Dies ist auch schon an der Anzahl der ausgestellten Sorten erkennbar. So sind in einzelnen Sichtungsgärten mehr als 1.000 verschiedene Narzissenhybriden ausgestellt, während der Keukenhof nur etwas mehr als 100 unterschiedliche Narzissensorten zeigt, diese aber in großer Menge.
Es gibt aber auch Sichtungsgärten anderer Träger (z. B. Hochschulen, gartenbauliche Lehr- und Versuchsanstalten und andere staatliche Einrichtungen), die zumindest auf Teilflächen zugleich öffentliche Schaugärten und Lehrgärten sind, wie z. B. der Schau- und Sichtungsgarten Hermannshof und der Sichtungsgarten Weihenstephan. An letzteren beiden werden nicht nur Sorten einer Pflanzengattung miteinander, sondern auch die nachhaltige Eignung von Pflanzen in der Kombination mit anderen Gattungen für Gärten und Grünanlagen geprüft.
Sichtungsgärten sind in verschiedenen geographischen Regionen angesiedelt, um die Sorten auch hinsichtlich ihrer Eignung für die jeweiligen Standortbedingungen (Frosthärte, Regenfestigkeit, Hitzeresistenz, Bodenansprüche u. a.) vergleichen und selektieren zu können.
Die Ergebnisse der Sichtung werden regelmäßig in tabellarischer Form in Fachpublikationen veröffentlicht.